# 圣奥斯定医院历史药房
圣奥斯定医院历史药房（Farmacia Storica dell'Ospedale Sant'Agostino）是意大利摩德纳圣奥斯定门广场228号，前圣奥斯定医院内，建于1753-1762年。

## 历史
前圣奥斯定医院药房可追溯到18世纪下半叶。1758年，医院落成后不久开张。根据18世纪的理性理想，法兰西斯科三世·埃斯特公爵强烈希望将这座建筑作为该市总体城市更新的一部分。药房位于圣奥斯定广场（largo Sant'Agostino）和今贝尔纳多·拉马齐尼街的拐角处。在20世纪之初，摩德纳市和慈善会开始就管理药房进行谈判，它们都从事照顾病人和穷人的工作。1917年，药房成为市政机构。它一直活跃到1990年，2011年重新向公众开放。此前，艾米利亚罗马涅文化遗产和景观区域局开展了一项修复项目。

## 内部
装饰可以追溯到19世纪50年代，是艺术家卡米洛·克雷斯波拉尼、路易吉·曼齐尼和安东尼奥·马格纳尼的作品。. 其中一枚描绘杰出科学家永斯·贝采利乌斯，他于1848年去世。克雷斯波拉尼和曼齐尼当时经常一起工作,共同完成摩德纳公爵宫天花板上的壁画，当时的经理巴托洛梅奥·塔奇尼，也委托他们共同完成这家药店的装修工作。在六个小圈中，描绘古典传统的科学家：希波克拉底、迪奥斯科里德斯、克理索、盖伦、泰奧弗拉斯托斯、伊本·西那。在大圈中则描绘现代科学家：安德烈亚·切萨尔皮诺、拉扎罗·斯帕兰札尼、路易吉·伽伐尼、安托万-洛朗·德·拉瓦锡、永斯·贝采利乌斯、安东尼奥·瓦利斯内里、卡尔·林奈, 亞歷山德羅·伏打。

## 展览
前圣奥斯定医院的药房是摩德纳文化工厂之旅的一部分，包括前医院的中庭和庭院，摩德纳解剖剧场和前面的圣奥斯定堂。这些空间对公众免费开放。